# Neretva
Neretva (srbsky Неретва, italsky Narenta) je řeka v Bosně a Hercegovině (Hercegovsko-neretvanský kanton) a Chorvatsku (Dubrovnicko-neretvanská župa). Pramení v Dinárských horách a teče na jih, kde ústí deltou do Jaderského moře. Je 225 km dlouhá; 203 km jejího toku je na území Bosny a Hercegoviny a 22 v Chorvatsku. Povodí má rozlohu 5600 km². Je jedinou řekou na území Bosny a Hercegoviny, která se do Jaderského moře vlévá.
Řeka je známá díky značnému počtu druhů ryb, které zde žijí, z nichž nejvíce zastoupen[zdroj?] je úhoř říční.

## Průběh toku

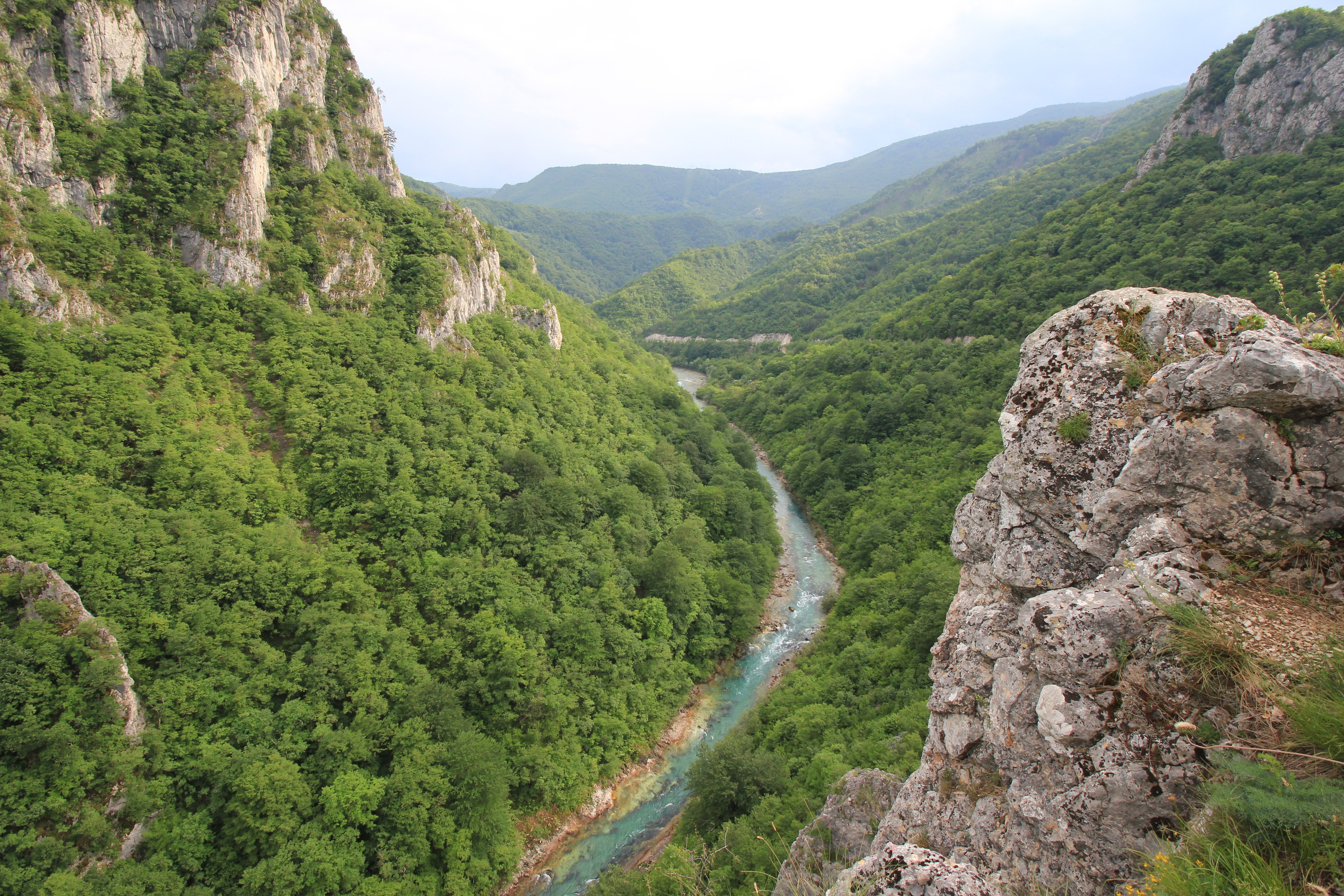
Horní Neretva

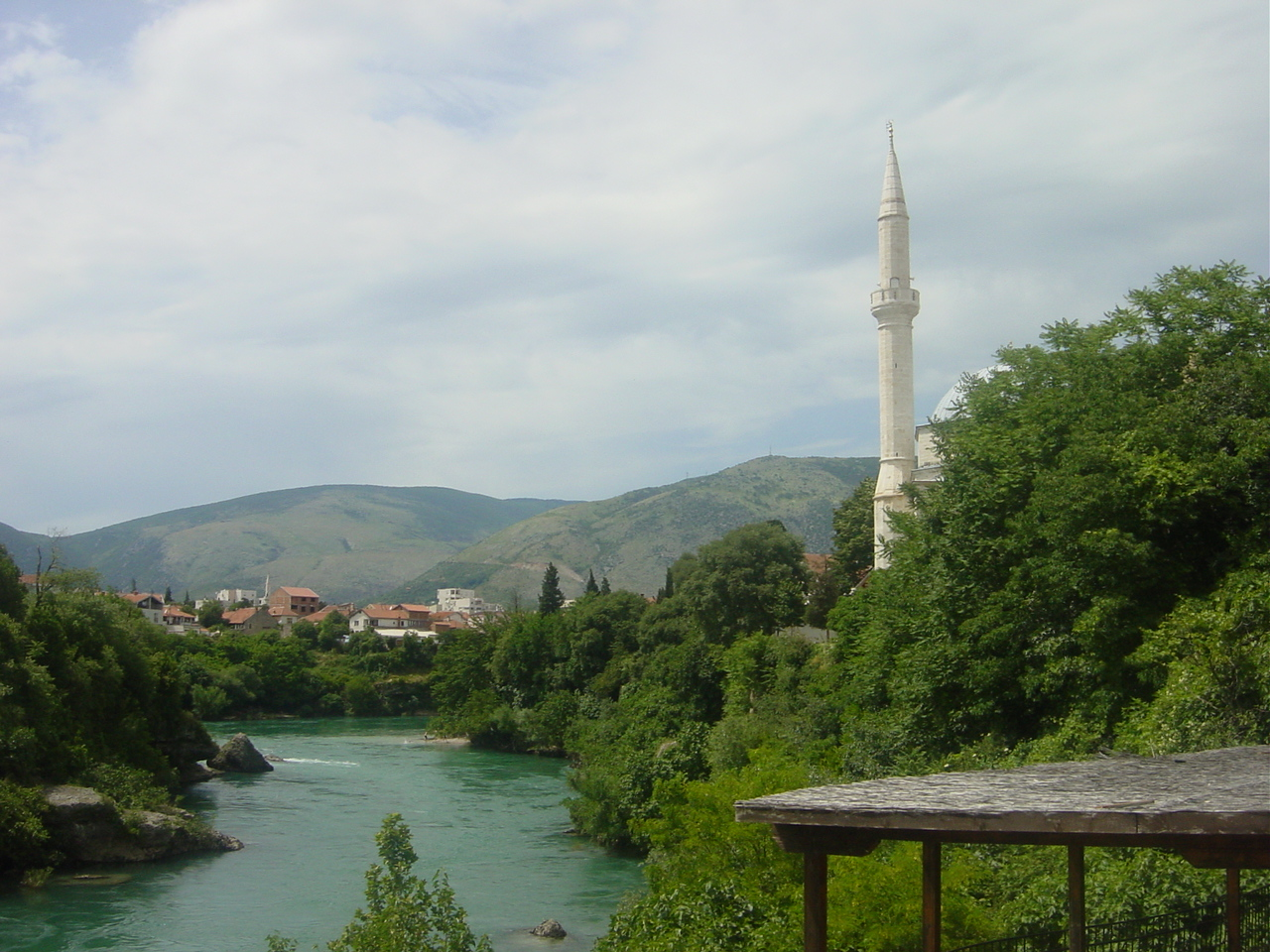
řeka protékající Mostarem

Neretva pramení přímo pod vrchem Čemerno (masiv Zelengoru), nedaleko hranic Bosny a Hercegoviny s Černou Horou v nadmořské výšce 1095 m. Poté teče kaňonem na severozápad přes Dinárskou vysočinu (oblíbená turistická oblast). Prudká horská bystřina zde patří k nejchladnějším řekám na území Bosny a Hercegoviny; její teplota se pohybuje i v létě okolo 7-8 °C. Údolí řeky v horním toku jsou hluboká 600-800 m.
Na horním toku přibírá Neretva přítoky Repešnica, Rakitnica a Ljuta z pravé strany, a dále říčky Lađanica, Župski Krupac, Bukovica, Bijela, Krupac, Trešanica, Idbarčica, Kraljuščica a Neretvica ze strany levé. V dolní části toku jsou přítoky Neretvy Bregava a Trebižat.
Řeka dále protéká městy Konjic a Jablanica. V Jablanici se nachází hydroelektrárna, jedna z největších v zemi. Hráz je vysoká 85 m a vytváří Jablanickou přehradu. Na řece se nachází celkem 9 vodních elektráren. Kromě Jablanice (dokočená v roce 1954) jsou to i Grabovica (1981), Peć-Mlini (2004) a Mostarsko Blato (2012). Všechny přehrady se nacházejí v úseku Konjic-Mostar.
Dále řeka teče na jih soutěskou do Mostaru (je tudy vedená i silnice a železnice Ploče–Sarajevo), protéká pod jeho Starým mostem, a dále na jih do Metkoviće. Pod Mostarem se Neretva rozšiřuje.
Směrem na jih od Počitelje přes Čapljinu až k ústí moře se nachází dolní tok řeky. V průběhu minulých desetiletí byl tento dolní tok značným způsobem kultivován. Byly vysušeny původní bažiny a tok řeky byl napřímen tak, aby bylo možné údolí řeky využít k zemědělství. Pěstují se zde různé plodiny, od obilovin až po středomořské ovoce. Údolí řeky patřilo v dobách socialistické Jugoslávie k nejúrodnějším oblastem v zemi.
Regulace řeky umožnila její splavnost. Povodním bylo zabráněno stavěním valů na březích řeky. Regulace měla nicméně za výsledek změnu přísunu vody do řeky; v letních měsících již do Neretvy přitéká voda, která přicházela do řeky z těchto močálů. Snížil se také přísun sedimentů do říčního koryta, a to se tak od zregulování řeky prohloubilo o 2-3 metry.
Posledních 22 km protéká Chorvatskem. Největším přítokem řeky je říčka Trebižat, která se do ní vlévá u Čapljiny. Jihovýchodně od města Ploče se řeka vlévá do Jaderského moře. Delta řeky, která je od roku 1992 přírodní rezervací, má rozlohu 196 km2. V blízkosti Opuzenu se řeka větví do 12 ramen. Její voda dál teče Malostonským zálivem a Neretvanským průlivem.

## Vodní stav
Průměrný průtok činí 280 m³/s. Vysoké vodní stavy nastávají na jaře a na podzim. Je splavná do Metkoviće (20 km od ústí).

## Plány

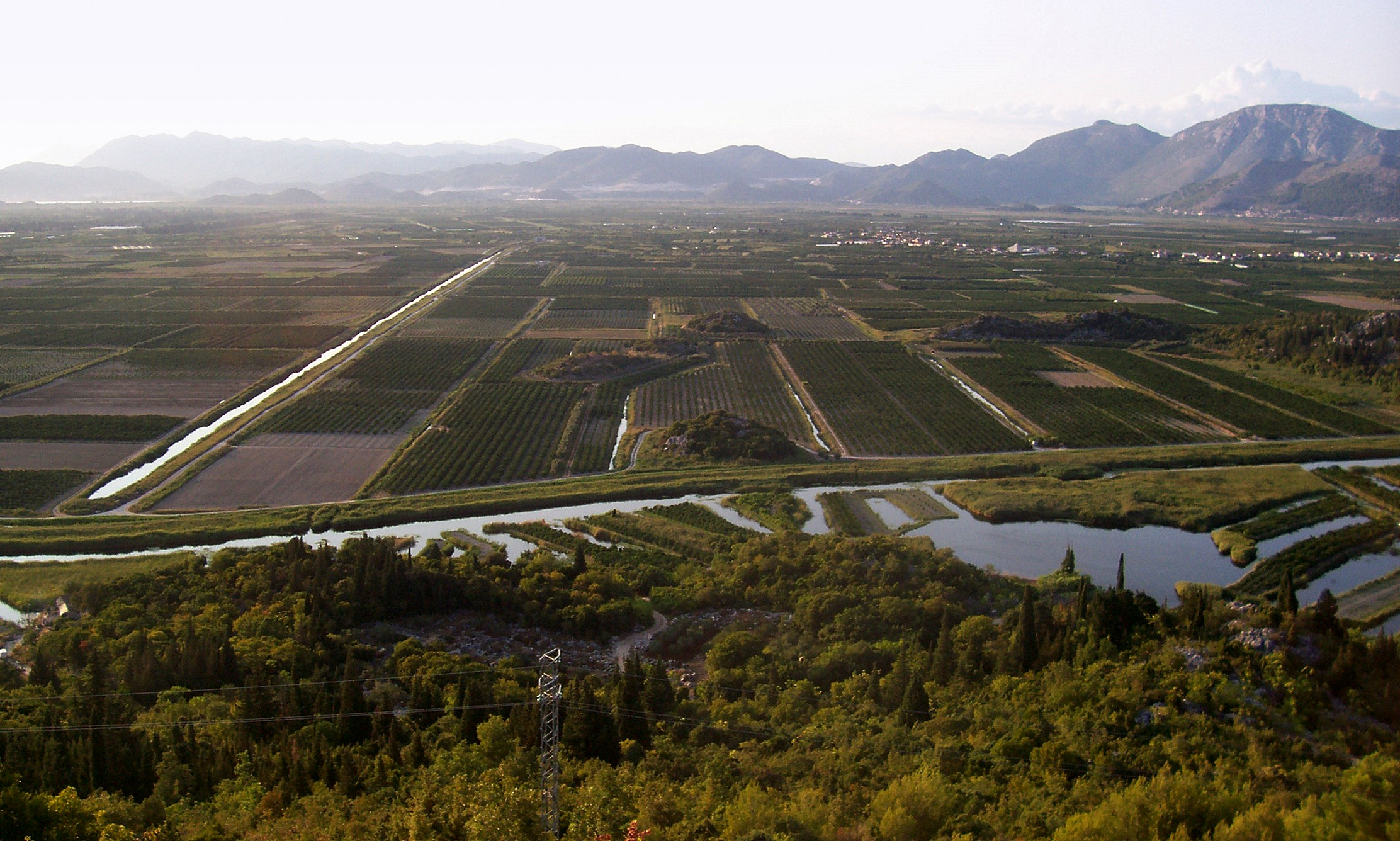
Úrodná oblast delty Neretvy

Vláda Bosny a Hercegoviny plánovala[kdy?] vybudovat další minimálně tři přehrady (Konjic, Ulog, Zalomka, Nevesinje, Klokun), které by se nacházely v kaňonu řeky. Proti tomu protestovali ekologové, kteří namítali, že kaňon Neretvy je jeden z nejkrásnějších v zemi a neměl by být takto zničen.